# Jours fériés au Turkménistan

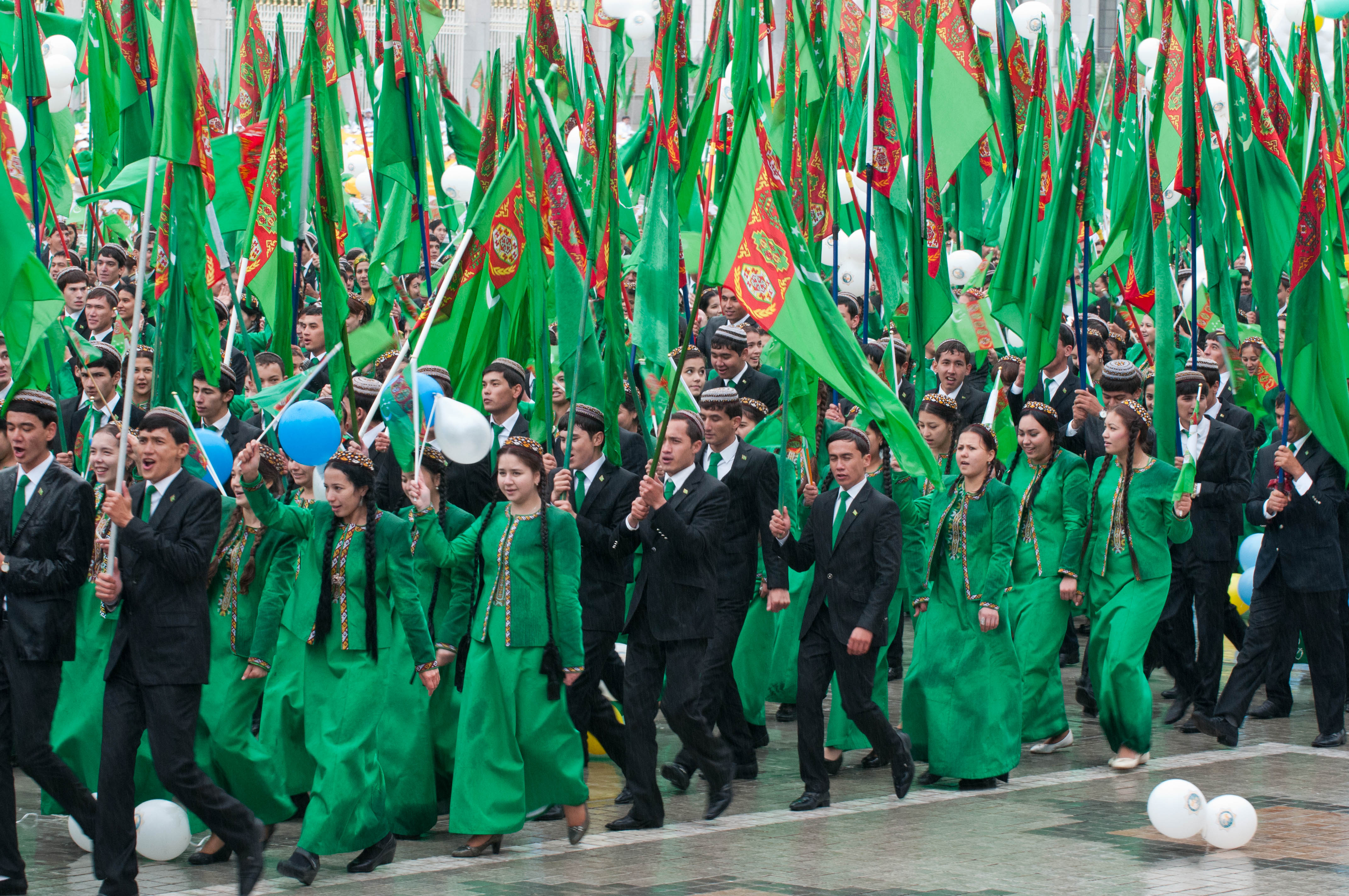
Défilé lors de la fête de l'indépendance (le 27 septembre)

Les jours fériés du Turkménistan sont définis dans la constitution du Turkménistan.

## Principaux jours fériés
- Jour de l'An (1 janvier)
- Journée internationale des femmes (8 mars)
- Norouz (21-22 mars)
- Jour de la Constitution (18 mai)
- Jour de l'Indépendance (27 septembre)
- Jour du souvenir (6 octobre)
- Jour de neutralité (12 décembre)
- Aïd al-Fitr
- Aïd al-Adha

## Jours fériés pour certains professionnels
- Jour du mémorial (12 janvier)
- Jour de la Patrie (28 janvier)
- Jour de la Victoire (9 mai)
- Jour de l'unité et de la poésie de Magtymguly (18-19 mai)
- Jour du tapis (dernier dimanche de mai)
- Jour des travailleurs turkmènes de la culture et de l'art (27 juin)
- Jour de la récolte du blé Galla Bayramy (troisième dimanche de juillet)
- Jour du ministère de l'intérieur (29 mai)
- Jour des gardes-frontières (11 août)
- Jour des travailleurs de l'industrie pétrolière, gazière, électrique et géologique (deuxième samedi de septembre)
- Jour de Turkmen Bakhshi (deuxième dimanche de septembre)
- Jour des travailleurs de la sécurité nationale (30 septembre)
- Jour des forces marines (9 octobre)
- Jour de la santé (premier samedi de novembre)

## Autres jours fériés
- Jour du melon turkmène (deuxième dimanche d'août)
- Jour de bon voisinage (premier dimanche de décembre)
- Jour de souvenir pour Saparmurat Niyazov

## Autres ouvrages
- Paul Brummell, Turkmenistan, Bradt Travel Guides, 2005, 48–51 p. (ISBN 978-1-84162-144-9, lire en ligne)